# جورجيا كالدويل سميث
جورجيا كالدويل سميث (بالإنجليزية: Georgia Caldwell Smith)‏ هي رياضياتية أمريكية، ولدت في 1909 في أتشيسون في الولايات المتحدة، وتوفيت في 6 مايو 1961 بسبب سرطان.